# Carex motuoensis
Carex motuoensis är en halvgräsart som beskrevs av Y.C.Yang. Carex motuoensis ingår i släktet starrar, och familjen halvgräs.
Artens utbredningsområde är Tibet. Inga underarter finns listade i Catalogue of Life.